# Georg Rösler (Richter)
Georg Rösler (* 19. Januar 1539 in Görlitz; † 13. Februar 1596 ebenda) war Richter und ein über 15 Jahre stadtverwaltendes Ratsmitglied im frühneuzeitlichen Görlitz. Er war Autor eines Bekenntnisbuches, einiger kalendarischer, historisch bedeutenden Notizen, und eines richterlichen Tagebuchs, die in der Bibliothek der Gesellschaft der Oberlausitzischen Gesellschaft der Wissenschaften bzw. im Görlitzer Ratsarchiv erhalten sind.

## Leben
Georg Rösler war der Sohn Jakob Röslers und Apollonia (geb. Braun). Sowohl sein Vater als auch sein Großvater Georg Rösler waren Görlitzer Bürgermeister.
Nach einem Studium in Wittenberg wurde Rösler, bereits zum zweiten Mal verheiratet, 1581 als Fischhälter Mitglied des  Görlitzer Rats. 1583 bis 1590 war er verantwortlich für den Ziegelofen, Anfang bis Mitte der 1590er Jahre für den Priesterzins und die Salzkammer. 1591/92 und 1594/95 war er Richter. Sein im Ratsarchiv erhaltenes richterliches Tagebuch stammt aus seiner ersten Amtszeit. Wenig später Zeit (1592/93) verfasste er sein Bekenntnisbuch. Seine Notizen über „Wirtschaftsführung, Familienverhältnisse, Stadtereignisse, usw.“ in den Schreibkalendern sind deswegen bedeutend, weil Scultetus Kalender über das Convivum Musicum ab 1595 fehlen.
Rösler war in erster Ehe (30. August 1562) mit Anna (geb. Neumann) verheiratet und in zweiter Ehe (5. März 1576) mit Anna (geb. Frenzel), einer Tochter Joachim Frenzels des Jüngeren. Er hinterließ aus beiden Ehen 18 Kinder.
Rösler war lange Zeit Mitglied der Görlitzer Schützengilde: 1571 Armbrustkönig und 1581 Marschall.